# Lü Zhiwu
Lü Zhiwu (n. 18 martie 1989, Wenzhou, Republica Populară Chineză) este un înotător chinez, medaliat olimpic. A participat la 2 ediții ale Jocurilor Olimpice (2008, 2012) în care a câștigat o medalie de bronz.